# 秋田県立比内支援学校たかのす校
秋田県立比内支援学校たかのす校（あきたけんりつひないしえんがっこうたかのすこう）は、秋田県北秋田市七日市字家向にある公立特別支援学校。知的障害者を教育対象とする。

## 概要
1977年に開校し、2016年4月1日より、校名を秋田県立比内養護学校たかのす分校から秋田県立比内支援学校たかのす校に変更した。

## 沿革
- 1977年 - 秋田県立比内養護学校吉野分校として開校。
- 1999年 - 秋田県立比内養護学校たかのす分校に改称。
- 2000年 - 高等部を設置。
- 2016年4月 - 秋田県立比内支援学校たかのす校に改称。

## 学部
- 小学部
- 中学部
- 高等部

## 部活動
- ユニホック部